# Donata Wawrzycka
Donata Wawrzycka – polska biolog, dr hab. nauk biologicznych, adiunkt Zakładu Genetyki i Fizjologii Komórki, oraz prodziekan Wydziału Nauk Biologicznych Uniwersytetu Wrocławskiego.

## Życiorys
19 października 2000 obroniła pracę doktorską Analiza funkcjonalna genów kodujących transportery ABC i genu YPR117 w komórkach drożdży Saccharomyces cerevisiae, 26 września 2019 habilitowała się na podstawie pracy zatytułowanej Charakterystyka wybranych białek błonowych warunkujących tolerancję drożdży Saccharomyces cerevisiae na ksenobiotyki. Jest członkiem Rady Dyscypliny Naukowej - Nauk Biologicznych Uniwersytetu Wrocławskiego.
Awansowała na stanowisko adiunkta w Zakładzie Genetyki i Fizjologii Komórki, a także prodziekana na Wydziale Nauk Biologicznych Uniwersytetu Wrocławskiego.